# 성주 성산성
성주 성산성(星州 星山城)은 경상북도 성주군 선남면 신부리에 있는 산성이다. 1963년 1월 21일 대한민국의 사적 제91호로 지정되었다가, 1966년 12월 30일 문화재 지정이 해제되었다.

## 문화재 지정 해제사유
성산성 인근지역이 군특수기지로 됨에 따라 산성이 연결도로로 사용됨으로써 중요문화재로서의 가치가 상실되었다.

## 같이 보기
- 성주군

## 참고 자료
- 성주 성산성 - 국가유산청 국가유산포털